# Prisonnières
Pour plus de détails, voir Fiche technique et Distribution.
Prisonnières est un film français réalisé par Charlotte Silvera, sorti en 1988.

## Synopsis
Prisonnières se déroule dans la prison centrale de Rennes où des femmes qui n'ont rien en commun vont devoir cohabiter. Compromises à vivre dans la promiscuité, amitiés et rivalités vont se former. Marthe semble obtenir des faveurs de la part des surveillantes, Nicole, l'infanticide, est recluse. Nelly trouve dans la révolte, l'affirmation de ses droits. La découverte d'un sachet de drogue dans les affaires de cette dernière va mettre le feu aux poudres. Elle n'est ni dealeuse, ni droguée et va se battre afin de rétablir la réalité et trouver qui a bien pu essayer de ''la faire tomber".

## Fiche technique
- Titre français : Prisonnières
- Réalisation : Charlotte Silvera
- Scénario : Charlotte Silvera
- Costumier: Christian Gasc
- Photographie : Bernard Lutic
- Son : Alix Comte
- Musique : Michel Portal
- Production : Roger Andrieux
- Pays d'origine : France
- Lieu de tournage : Abbaye de Fontevraud, dans le Maine-et-Loire (49)
- Genre : drame
- Date de sortie : 1988

## Distribution
- Marie-Christine Barrault : Dessombes
- Annie Girardot : Marthe
- Bernadette Lafont : Nelly Roux
- Milva : Lucie Germon
- Agnès Soral : Nicole Beck
- Corinne Touzet : Sabine
- Franci Camus : Annie
- Manuela Gourary : Danseuse
- Fanny Bastien : Brigitte
- Élisabeth Lafont : Irène
- Jean-Pierre Clami : Le Policier
- Yveline Ailhaud : La Directrice
- Catherine Hubeau : Surveillante
- Tania Torrens : Surveillante
- Marie-Françoise Audollent : Religieuse
- Michelle Goddet : Nadine
- Catherine Hosmalin : Janine
- Bruno Raffaelli : L'avocat
- Liliane Rovère : La Femme aux Photos
- Giulia Salvatori : Francine
- Jean-François Perrier : L'inspecteur (non crédité)